# Hr.Ms. Friesland (1898)
De Hr.Ms. Friesland was een Nederlands pantserdekschip van de Hollandklasse, gebouwd door de Nederlandsche Stoomboot Maatschappij in Rotterdam.

## Specificaties
De bewapening van het schip bestond uit twee enkele 150 mm kanonnen, zes enkele 120 mm kanonnen, vier enkele 75 mm kanonnen en twee 450 mm torpedobuizen. Het dekpantser was 50 mm. Het schip was 94 meter lang, 14,8 meter breed en had een diepgang van 5,41 meter. De waterverplaatsing bedroeg 3900 ton. De motoren van het schip leverden 10000 pk waarmee een snelheid van 20 knopen gehaald kon worden. Het schip werd bemand door 371 man.

## Diensthistorie
Het schip werd op 4 november 1896 te water gelaten te Rotterdam op de werf van de Nederlandsche Stoomboot Maatschappij, als laatste uit de eerste serie van de Hollandklasse.
Op 16 januari 1898 werd de Friesland in dienst genomen.
28 april 1899 vertrok het schip naar Curaçao in verband met een oorlog in de regio om Nederlandse neutraliteit te bewaken.
Vanwege de Tweede Boerenoorlog in Zuidelijk Afrika, vertrok het schip vanuit Tandjong Priok op 24 oktober 1899 naar het Portugese Lourenço Marques om Nederlandse burgers en belangen daar te beschermen. Op 23 augustus 1900 vertrok het schip weer naar de thuisbasis in Nederlands-Indië.
In Colombo pikte het schip 10 Nederlandse vrijwilligers, die tijdens de Boerenoorlog krijgsgevangen waren genomen door de Engelsen en op Ceylon gevangen zaten. Dit gebeurde op verzoek van de plaatselijke Nederlandse consul. Men begon op 4 juli 1902 aan de reis naar Nederland om de vrijwilligers terug te brengen.
Op 12 juli 1906 vertrok het schip vanuit Den Helder voor oefeningen op de Noordzee en naar de Noordelijke IJszee. Tijdens de tocht werden de havens van Tromsø, Spitsbergen, Bergen en Christiania aan gedaan. Vlak bij Spitsbergen assisteerde de Friesland het Franse passagiersschip Ile de France dat daar aan de grond was geraakt door het weer los te trekken. 27 augustus keerde het schip terug in Den Helder.
Tijdens de tweede Castrocrisis in 1908 bewaakte het schip de toegangswegen tot Maracaibo.
Op 17 september 1910 was het schip aanwezig bij het staatsbezoek van Albert I van België en zijn vrouw Elisabeth en hun bezoek aan de Jacob van Heemskerck op het IJ.
In 1913 werd ze uit dienst genomen, net als haar zusterschip de Utrecht.